# Chemical Communications (časopis)
Chemical Communications, takođe poznat kao ChemComm, recenzirani je naučni časopis koji objavljuje Kraljevsko hemijsko društvo. On pokriva sve aspekte hemije. U januaru 2012, časopis je prešao na objavljivanje 100 izdanja godišnje.

## Spoljašnje veze
- Званични веб-сајт